# (27405) Danielfeeny
(27405) Danielfeeny est un astéroïde de la ceinture principale d'astéroïdes.

## Description
(27405) Danielfeeny est un astéroïde de la ceinture principale d'astéroïdes. Il fut découvert le 9 mars 2000 à Socorro (Nouveau-Mexique) par le projet LINEAR. Il présente une orbite caractérisée par un demi-grand axe de 2,50 UA, une excentricité de 0,14 et une inclinaison de 2,1° par rapport à l'écliptique.

## Compléments